# Candida auris
Candida auris — вид паразитичних дріжджоподібних грибів родини Debaryomycetaceae.

## Морфологія
Клітини еліптичної форми. Утворює гладкі, блискучі, біло-сірі, в'язкі колонії з ядрами червонуватого або рожевого відтінку.

## Хвороба та її клінічні прояви

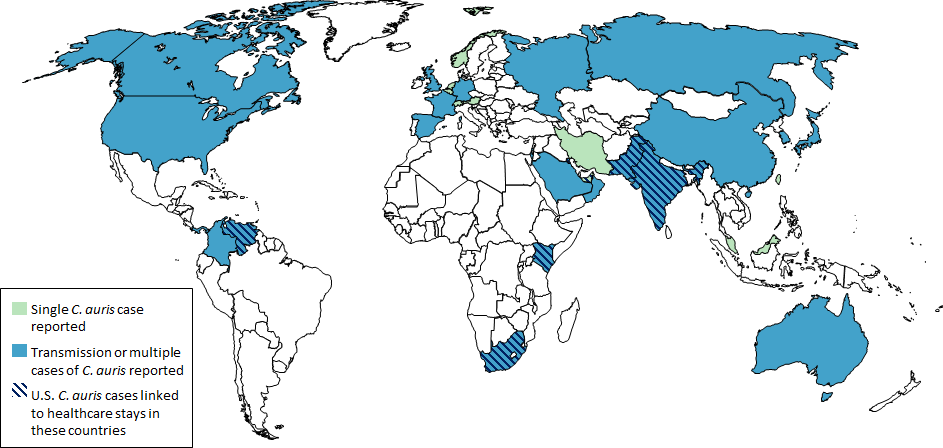
Поширення інфекції Candida auris

Candida auris є одним із збудників кандидозу людини. Грибок уражає кровоносну систему, центральну нервову систему, нирки, печінку, кістки, м'язи, суглоби, селезінку та очі. Хвороба виникає у пацієнтів з ослабленим імунітетом, із супутніми захворюваннями, такими як цукровий діабет, деякі захворювання легень і нирок. Початковими симптомами є гарячка, біль і втома. При лікуванні антибіотиками стан пацієнта не покращується. Хвороба може стати смертельною, особливо, якщо грибок поширюється на кров, мозок або серце.
C. auris досить стійкий до антигрибкових препаратів, таких як флуконазол, вориконазол, амфотерицин В. Він також може жити на стінах і меблях протягом кількох місяців.

## Епідеміологія
Вид вперше описаний у 2009 році, коли його виявили у вушній пробі 70-річної японки в столичній лікарні Токіо, хворої на отомікоз (вушну грибкову інфекцію). Згодом, грибок виявлений у багатьох країнах світу.

## Сучасні дослідження
В 2025 році вчені Манчестерського університету в своєму дослідженні, опублікованому на платформі препринтів Research Square, звернули увагу на тенденцію поширення Candida auris в нові регіони у зв’язку з глобальним потеплінням на Землі. Розповсюдження Candida auris, який здатний спричиняти важкі захворювання у людей, викликає серйозне занепокоєння у медичної спільноти.